# Artosilla
Artosilla (en aragonés Artosiella) es una localidad española perteneciente al municipio de Sabiñánigo, en el Alto Gállego, provincia de Huesca, Aragón.

## Geografía
Se enclava en el valle del río Guarga, zona que es también conocida como la Guarguera.

## Historia
Artosilla es una antigua aldea situada en Serrablo, bajo la sierra de Portiello. Una pista de 3 km., apta para todo tipo de vehículos, comunica el lugar con la carretera general del Guarga. Propiedad del Gobierno de Aragón, en 1986 fue cedida, junto con las aldeas de Aineto e Ibort, a la Asociación Artiborain, con la intención de reconstruirlas y repoblarlas. Anteriormente había sufrido más de dos décadas de abandono, olvido y deterioro.

## Demografía

### Localidad
Datos demográficos de la localidad de Artosilla desde 1900:
| --                    | -- | 18 | 20 | 16 | 7 | 7 | -- | -- | 6 | 10 | 13 | 27 |
| (Fuente: IAEST e INE) |    |    |    |    |   |   |    |    |   |    |    |    |

- Datos referidos a la población de derecho.

### Antiguo municipio
Datos demográficos del municipio de Ordovés y Alavés desde 1842:
| 12            | -- | -- | -- | -- | -- | -- | -- | -- |
| (Fuente: INE) |    |    |    |    |    |    |    |    |

- Entre el censo de 1857 y el anterior, este municipio desaparece porque se integra en el municipio de Ordovés y Alavés.
- Datos referidos a la población de derecho, excepto en los censos de 1857 y 1860 que se refieren a la población de hecho.